# Ratusz w Węgorzewie
Ratusz w Węgorzewie został zbudowany w XIX wieku (dokładna data nie jest znana). Przed I wojną światową oraz w okresie międzywojennym mieścił Urząd Finansowy. Od 1945 roku siedziba Urzędu Miasta i Gminy, a od 2000 roku, po sprzedaży zamku przez władze miasta, również siedziba Rady Miasta i urzędu stanu cywilnego.
W 2008 roku został na wieży ratusza zamontowany zegar, który bije co 30 minut. W południe rozbrzmiewa hejnał Węgorzewa. Od jesieni 2008 roku jest również siedzibą straży miejskiej.